# Aardbeving Wirdum 2022
De aardbeving bij Wirdum op 8 oktober 2022 om 4.17 uur (lokale tijd) was een aardbeving met een kracht van 3,1 op de schaal van Richter. Het epicentrum lag bij de Groningse plaats Wirdum in de gemeente Eemsdelta.
De beving vond plaats op een diepte van 3 kilometer.
Ruim 3 uur later was er in Garrelsweer een kleine beving van 1,2 op de schaal van Richter. De bevingen zijn het gevolg van de gaswinning in het Groningenveld. Het was de krachtigste aardbeving in het gebied in bijna elf maanden. Op 16 november 2021 was er een beving van 3,2 met als epicentrum Garrelsweer. Op eerste dag van de beving kwamen er tot 18:00 uur 191 schademeldingen binnen bij het Instituut Mijnbouwschade Groningen.